# Discografia de The Simpsons

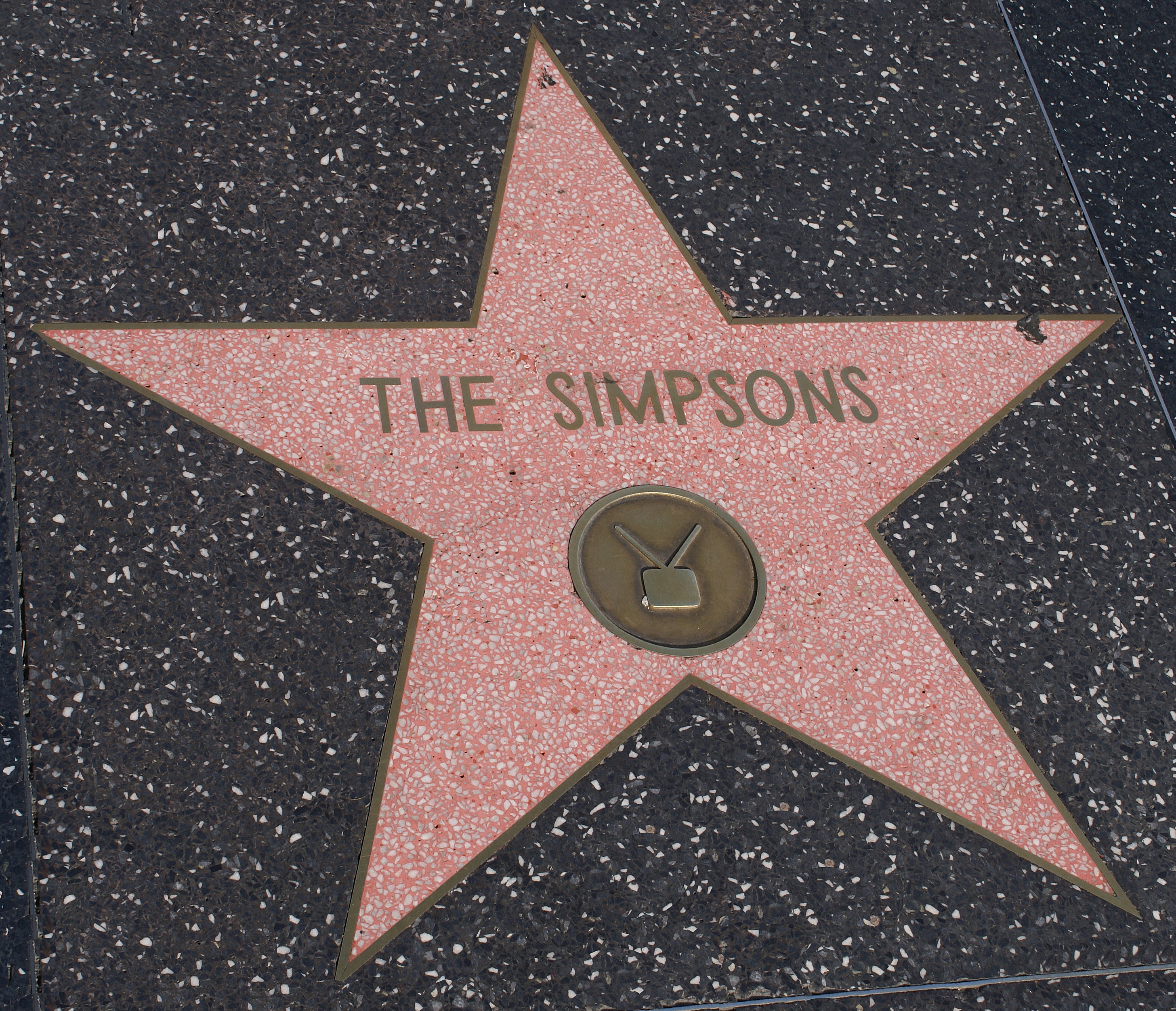
The Simpsons no Holywood Hall Of Fame.

The Simpsons é uma sitcom de animação americana criada por Matt Groening para a Fox Broadcasting Company. Os personagens do seriado são interpretados por muitos membros do elenco que contribuem para o lançamento do programa.

## Álbuns

### Álbuns de estúdio
| Ano                                              | Detalles | Posição | Posição | Posição | Posição | Posição | Certificações (Certificações de vendas) |
| Ano                                              | Detalles | U.S.    | AUS     | NOR     | SWE     | UK      | Certificações (Certificações de vendas) |
| ------------------------------------------------ | --- | ------- | ------- | ------- | ------- | ------- | --------------------------------------- |
| 1990                                             | The Simpsons Sing the Blues - Lançado: 17 de dezembro de 1990 - Gravadora: Geffen - Formato: CD, Casete, LP | 3       | 24      | 17      | 24      | 6       | - US: 2× Platina - UK: Ouro             |
| 1998                                             | The Yellow Album - Lançado: 1998 - Gravadora: Geffen - Formato: CD                                          | —       | —       | —       | —       | —       |                                         |
| "—" indica que não entrou nas paradas de sucesso | |         |         |         |         |         |                                         |

### Trilhas sonoras
| Ano                                              | Detalhes | Posição | Posição       | Posição             | Posição         | Posição                | Posição | Posição   | Posição | Certificações |
| Ano                                              | Detalhes | U.S.    | Top Kid Audio | Top Internet Albums | Top Soundtracks | Top Independent Albums | AUS     | BEL (VLA) | UK      | Certificações |
| ------------------------------------------------ | --- | ------- | ------------- | ------------------- | --------------- | ---------------------- | ------- | --------- | ------- | ------------- |
| 1997                                             | Songs in the Key of Springfield - Lanzado: 18 de março de 1997 - Gravadora: Rhino Entertainment - Formato: CD               | 103     | 1             | —                   | —               | —                      | 26      | 19        | 18      | - UK: Prata   |
| 1999                                             | Go Simpsonic with The Simpsons - Lançado: 2 de novembro de 1999 - Gravadora: Rhino Entertainment - Formato: CD              | 197     | 2             | 14                  | —               | —                      | —       | —         | —       |               |
| 2007                                             | The Simpsons Movie: The Music - Lançado: 24 de julho de 2007 - Gravadora: Adrenaline Music Group - Formato: CD, som digital | 108     | —             | —                   | 8               | 10                     | —       | —         | —       |               |
| 2007                                             | Testify - Lançado: 17 de septiembre, 2007 - Gravadora: Shout! Factory - Formato: CD, som digital                            | —       | —             | —                   | —               | —                      | —       | —         | —       |               |
| "—" indica que não entrou nas paradas de sucesso | |         |               |                     |                 |                        |         |           |         |               |

## Coletâneas
| Ano  | Detalhes |
| ---- | --- |
| 2001 | Go Simpsonic with The Simpsons/Songs in the Key of Springfield - Lançado: 16 de julho de 2001 - Gravadora: Rhino (#8122735292) - Formatos: CD |

## Singles
| 1990                                             | "Do the Bartman"             | —  | —  | 1  | 17 | 1 | 1 | 12 | 1  | - UK: Ouro | The Simpsons Sing the Blues           |
| 1991                                             | "Deep, Deep Trouble"         | 69 | —  | 35 | —  | — | — | —  | 7  |            | The Simpsons Sing the Blues           |
| 1991                                             | "God Bless the Child"        | —  | —  | —  | —  | — | — | —  | —  |            | The Simpsons Sing the Blues           |
| 1997                                             | "The Streets of Springfield" | —  | —  | —  | —  | — | — | —  | —  |            | "The Streets of Springfield" – single |
| 2007                                             | "Spider-Pig"                 | —  | 72 | —  | —  | 3 | — | —  | 24 |            | The Simpsons Movie: The Music         |
| 2007                                             | "The Simpsons Theme"         | —  | 27 | —  | —  | — | — | —  | —  |            | The Simpsons Movie: The Music         |
| "—" indica que não entrou nas paradas de sucesso |                              |    |    |    |    |   |   |    |    |            |                                       |

## Vídeos músicais
| Ano  | Canção               | Diretor     |
| ---- | -------------------- | ----------- |
| 1990 | "Do the Bartman"     | Brad Bird   |
| 1991 | "Deep, Deep Trouble" | Gregg Vanzo |